# NGC 2798
NGC 2798 (другие обозначения — UGC 4905, IRAS09141+4212, MCG 7-19-55, KCPG 195A, ZWG 209.45, KUG 0914+422A, ARP 283, VV 50, PGC 26232) — галактика в созвездии Рысь.
Этот объект входит в число перечисленных в оригинальной редакции «Нового общего каталога».
Совместно с NGC 2799 является близкой парой галактик.